# 존 F. 번스
존 F. 번스(영어: John Fisher Burns , 1944년 10월 4일 ~)는 영국의 저널리스트로, 코소보 전쟁과 아프가니스탄 탈레반에 대한 글로 두번이나 퓰리처상을 수상하였다. 그는 뉴욕타임스 런던 지부장으로 2015년 3월까지 역임했다. 그는 PBS에도 자주 출연한다. 그는 "미국 해외특파원의 학과장"(the dean of American foreign correspondents)이라는 별명으로 불릴만큼 언론계에서 높은 명성을 갖고 있다.